# Загуже (Дембицький повіт)
Загуже (пол. Zagórze) — село в Польщі, у гміні Йодлова Дембицького повіту Підкарпатського воєводства.
Населення — 281 особа (2011).
У 1975-1998 роках село належало до Тарновського воєводства.

## Демографія
Демографічна структура станом на 31 березня 2011 року:
|          | Загалом | Допрацездатний вік | Працездатний вік | Постпрацездатний вік |
| -------- | ------- | ------------------ | ---------------- | -------------------- |
| Чоловіки | 143     | 23                 | 102              | 18                   |
| Жінки    | 138     | 18                 | 85               | 35                   |
| Разом    | 281     | 41                 | 187              | 53                   |